# Angelica (género)
- Commons
- Wikispecies

Angelica L. é um género botânico composto por cerca de 50 espécies de ervas bianuais e perenes, pertencentes à família Apiaceae. São nativas das regiões temperadas e subárcticas do hemisfério norte, podendo alcançar locais tão a norte como a Islândia e a Lapónia.
Crescem até cerca de 1–2 m de altura, possuindo grandes folhas bipinadas e grandes umbelas de flores brancas ou verde-esbranquiçadas.

## Sinonímia
| - Angelocarpa Rupr. - Archangelica Wolf - Callisace Fisch. ex Hoffm. - Coelopleurum Ledeb. - Czernaevia Turcz. ex Ledeb. - Epikeros Raf. | - Gomphopetalum Turcz. - Ostericum Hoffm. - Physolophium Turcz. - Porphyroscias Miq. - Sphenosciadium A. Gray |

## Espécies

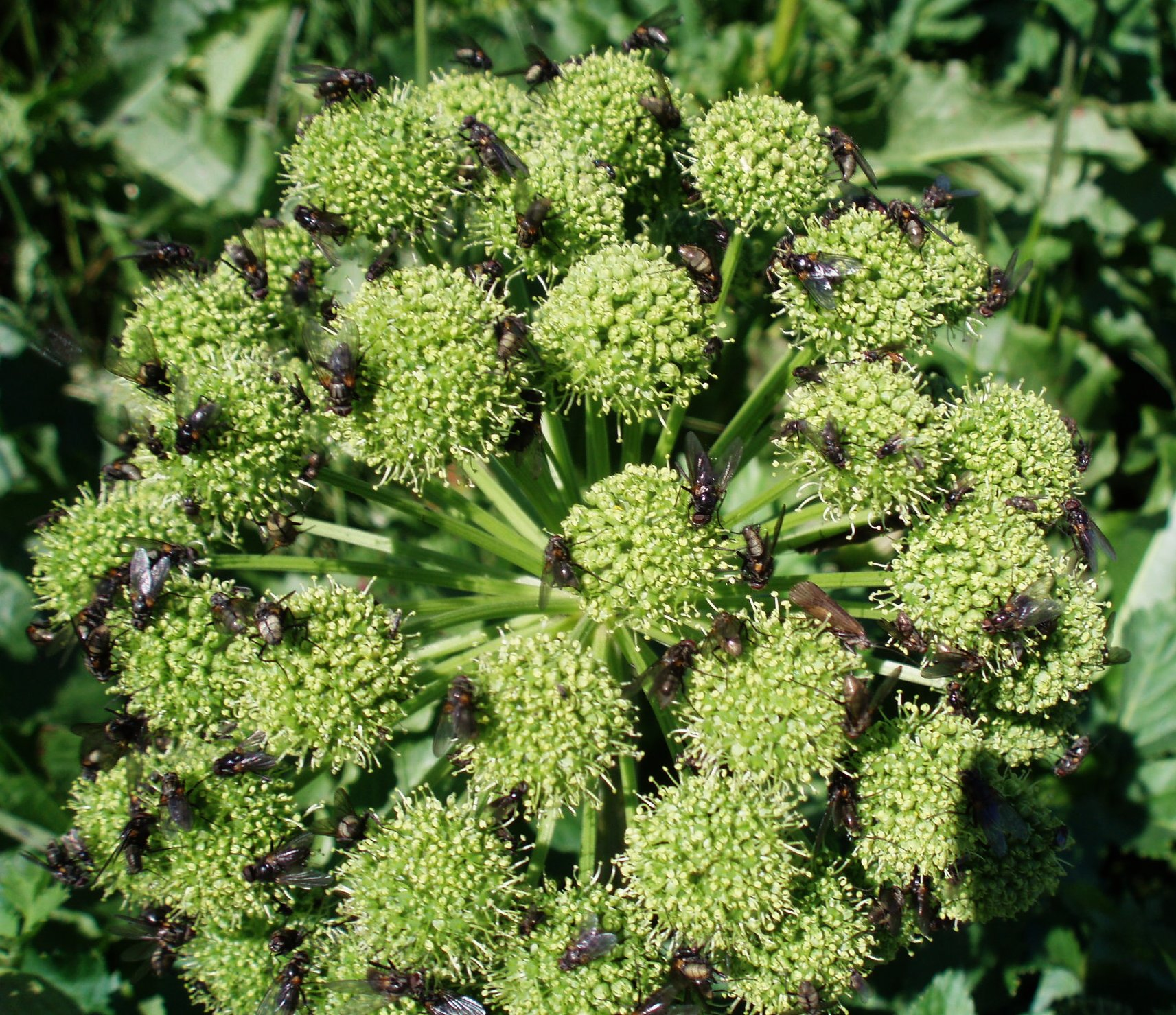
Angelica archangelica.

| - Angelica ampla - Angelica archangelica - Angelica arguta - Angelica atropurpurea - Angelica breweri - Angelica californica - Angelica callii - Angelica canbyi - Angelica cartilaginomarginata - Angelica dahurica - Angelica dawsonii - Angelica dentata - Angelica genuflexa - Angelica gigas - Angelica glabra - sinónimo de Angelica dahurica - Angelica grayi - Angelica hendersonii | - Angelica keiskei - Angelica kingii - Angelica lignescens - Angelica lineariloba - Angelica lucida - Angelica pachyacarpa - Angelica palustris - Angelica pinnata - Angelica pubescens - Angelica roseana - Angelica sinensis - Angelica scabrida - Angelica sylvestris - Angelica tomentosa - Angelica triquinata - Angelica venosa - Angelica wheeleri |

- «Lista completa»

## Classificação do gênero
| Sistema | Classificação                    | Referência               |
| ------- | -------------------------------- | ------------------------ |
| Linné   | Classe Pentandria, ordem Digynia | Species plantarum (1753) |